# Chenāshk
Chenāshk (persiska: Deh Chenāshk, چناشک, ده چناشك) är en ort i Iran.   Den ligger i provinsen Golestan, i den norra delen av landet, 400 km öster om huvudstaden Teheran. Chenāshk ligger 1 056 meter över havet och antalet invånare är 648.
Terrängen runt Chenāshk är kuperad söderut, men norrut är den bergig. Runt Chenāshk är det ganska glesbefolkat, med 48 invånare per kvadratkilometer. Närmaste större samhälle är Darjan, 10,6 km nordost om Chenāshk. Trakten runt Chenāshk består till största delen av jordbruksmark.